# Salvia paryskii
Salvia paryskii là một loài thực vật có hoa trong họ Hoa môi. Loài này được Skean & Judd miêu tả khoa học đầu tiên năm 1988.